# Janice Kavander

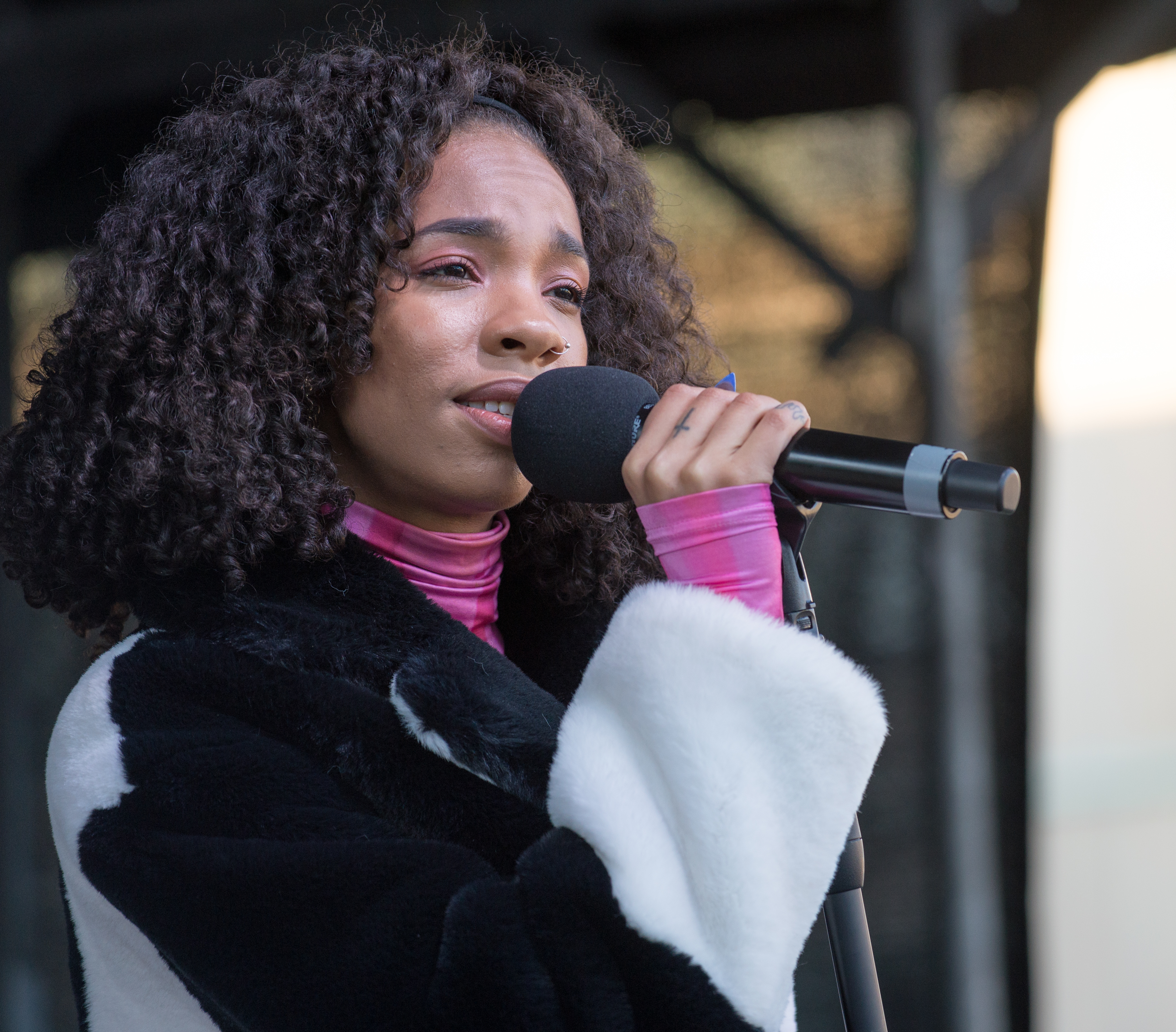
Janice under Fridays For Future på Medborgarplatsen i Stockholm 2020.

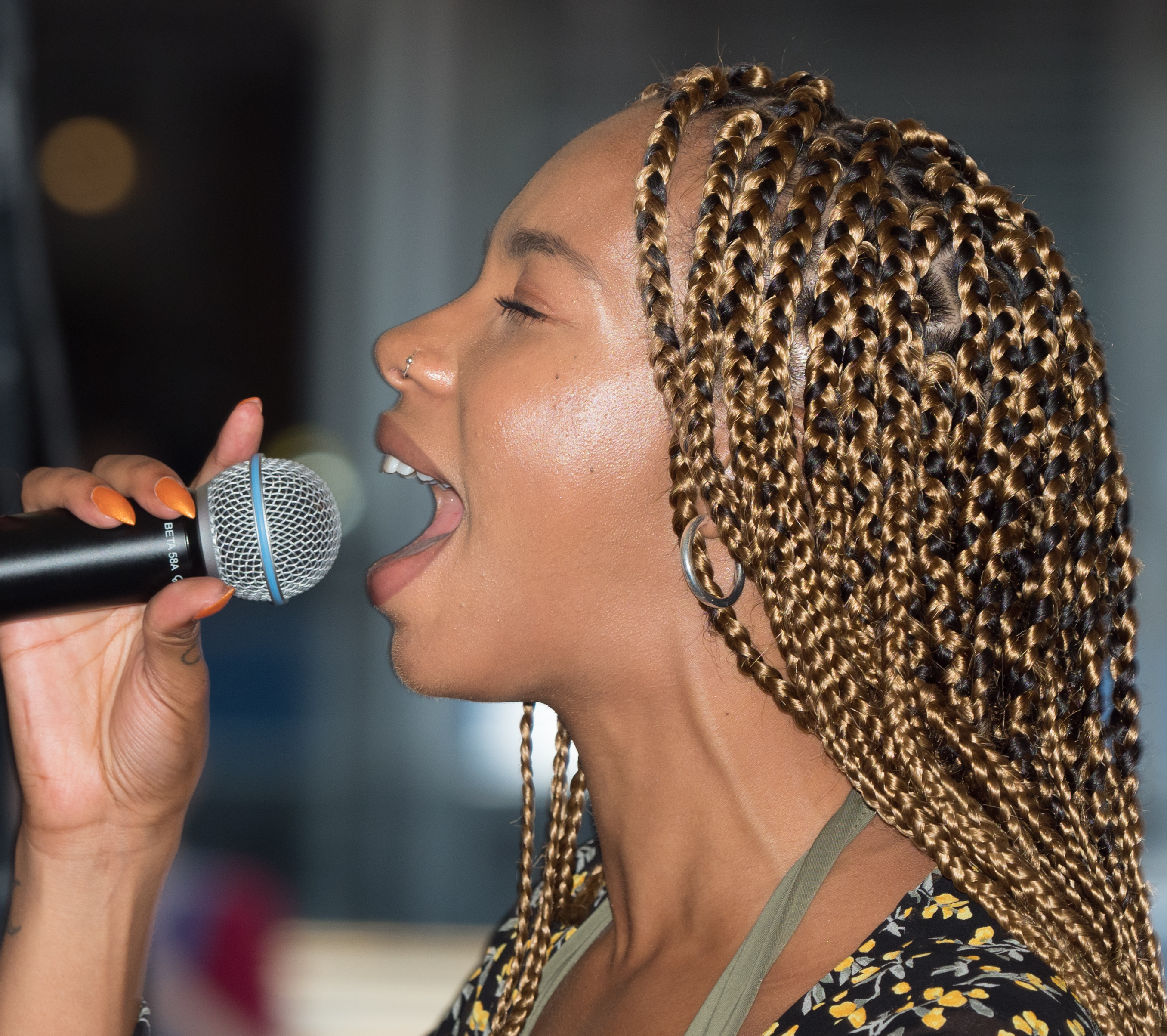
Janice på Winbergs i Vaxholm i juli 2018.

Janice Deborah Kavander Kamya, född 29 september 1994 i Enskede församling, är en svensk sångerska med artistnamnet Janice.

## Biografi
Kavander började på Kulturama vid elva års ålder, och läste sedan gymnasiet på Södra Latin med inriktning dans. Hon har varit medlem i Tensta Gospel Choir sedan 2009.
Hon fick sitt genombrott år 2016 med låten Don't need to som hon är medkompositör till. Låten blev mycket spelad i P3 och hon utsågs till 2017 års stjärnskott av DN Kultur. Den ledde också till ett skivkontrakt med det tyska bolaget Four som är delägt av Sony Music. 
Kavander gav därefter ut låtarna Answer och Love you like I should och sommaren 2017 deltog hon bland annat i TV-programmen Allsång på Skansen och Lotta på Liseberg. Senare 2017 släppte hon singlarna I Got You, Black Lies och Queen. När de båda NHL-lagen Colorado Avalanche och Ottawa Senators möttes i NHL Global Series 2017 i  Globen i Stockholm, den 10 och 11 november 2017, så sjöng hon USA:s och den kanadensiska nationalsången inför båda matcherna. Hon sjöng i finalprogrammet av På spåret säsongen 2017–2018 samt uppträdde på P3 Guld 2018 med sin singel Queen. 
På internationella kvinnodagen (8 mars) 2018 släppte Janice Queen (Medsyster version), en ny tolkning av låten Queen där Sabina Ddumba, LASH och AMWIN medverkade. Den nya versionen gjordes tillsammans med Röda Korset i syfte att uppmärksamma kvinnors utsatthet i krigs och konfliktområden och alla intäkter från den nya versionen gick oavkortat till detta syfte. Låten fick en ny video regisserad av Nicolina Knapp där över 100 kvinnor medverkade. Kampanjen tilldelades en guldmedalj vid Pearl Awards i New York samma år. Den 4 maj 2018 släppte Janice en nytolkning av X-Models klassiker "Två av oss". Ji Nilsson medverkade samt producerade låten. 2018 avslutade hon med att sjunga på Bingolottos uppesittarkväll den 23 december 2018.
2019 inleddes med att Janice tillsammans med Sabina Ddumba och Molly Hammar sjöng på svenska Grammis-galan. Hon medverkade också i filmen Eld & lågor, som hade premiär på Alla hjärtans dag, där hon framförde en version av Abba:s låt "Gimme! Gimme! Gimme! (A Man After Midnight)". Hon agerade också i SVT-serien Eagles som kom i mars, där hon spelade sig själv samt framförde sin egen låt "Enough". Den 17 maj 2019 släpptes hennes singel Hearts Will Bleed via PiAS och 14 juni kom Kisses At Night Time. Båda är tagna från den kommande EP:n I Don’t Know A Thing About Love som släpps 30 augusti.
I Musikhjälpen 2019 var hon årets resande reporter och besökte då Uganda. Dessutom framförde hon två låtar på avslutningsdagen av Musikhjälpen.

Hon spelar artisten Bobbi Thomasson i Netflix-dramadokumentär-miniserien The Playlist från 2022.

## Diskografi[16]

### Album
| År   | Titel      | Spår | Albumdetaljer                               |
| ---- | ---------- | --- | ------------------------------------------- |
| 2018 | Fallin' Up | * Intro * Black Lies (feat. Saint) * You Only Say You Love Me In the Dark * Answer * Lullaby * Enough * Someone New * Picture * Don t Need To * Changing * I Got You * Love You Like I Should * Queen | * Släppt: 2 februari 2018 * Skivbolag: Four |

### Singlar
| År   | Titel                                  |
| ---- | -------------------------------------- |
| 2016 | Don't Need To                          |
| 2017 | Answer                                 |
| 2017 | Love You Like I Should                 |
| 2017 | I Got You                              |
| 2017 | Black Lies (feat. Saint)               |
| 2017 | Queen                                  |
| 2018 | You Only Say You Love Me In the Dark   |
| 2018 | Två av oss (feat. Ji Nilsson )         |
| 2018 | Have Yourself a Merry Little Christmas |

## Teater

### Roller
| År   | Roll            | Produktion                                              | Regi             | Teater       |
| ---- | --------------- | ------------------------------------------------------- | ---------------- | ------------ |
| 2022 | Maria Magdalena | Jesus Christ Superstar Andrew Lloyd Webber och Tim Rice | Fredrik Rydman   | Turné        |
| 2024 | Deena           | Dreamgirls Henry Krieger och Tom Eyen                   | Edward af Sillén | Chinateatern |